# Jord Knotter
Jord Knotter (Naarden, 1 oktober 1989) is een Nederlandse acteur. Hij studeerde in 2012 af als acteur aan de Toneelacademie Maastricht.
Knotter speelde gastrollen in Nederlandse series als Moordvrouw, Flikken Maastricht, Fashion Planet en A'dam - E.V.A. Van 2014 tot 2017 was Knotter in Celblok H te zien als personage Cas de Ruiter en sinds januari 2016 speelt hij in Goede tijden, slechte tijden als personage Job Zonneveld. Tussendoor speelde hij in 2015 in de bioscoopfilm Sneekweek.

## Filmografie

### Film
- 2002: Rita Koeling, als vriend Bertus
- 2010: Suikertrip, als Guido
- 2014: The RedRoom, als Erwin
- 2015: Broker, als Rookie 2
- 2015: Half Leeg, als Martijn
- 2016: SneekWeek, als Boris
- 2016: Fuk It, als Eric
- 2017: Bella Donna's, als mooie man
- 2018: Meet Jimmy, als Jimmy (stemrol)
- 2020: Downward Facing Dogs, als Tobias
- 2020: Mr. Lonely, als Mr. Lonely (stemrol)
- 2022: Marokkaanse bruiloft, als Wolbert
- 2023: The Pod Generation, als ouder
- 2023: Il Fait Beau
- 2023: Wolfsklauw, als William
- 2024: Jimmy, als gevangene

### Televisie
- 2002: Ernstige delicten, als Rogier
- 2007: SpangaS, als Cazzo
- 2008: Roes, als Robert
- 2012: Moordvrouw, als Teun
- 2014: Johan: logisch is anders, als Marco van Basten
- 2014: Flikken Maastricht, als Danny Groothuis
- 2014: Fashion Planet, als Rick
- 2014: A'dam - E.V.A., als verpleegkundige fertiliteitsonderzoek
- 2014-2015: Danni Lowinski, als Bart van Hoof
- 2014-2017: Celblok H, als Cas de Ruiter
- 2016-2017: Goede tijden, slechte tijden, als Job Zonneveld
- 2017: Flikken Rotterdam, als Erwin Goossens
- 2018: De slet van 6vwo, als meneer Winters
- 2021: BuZa, als Fabian de Vries
- 2021-2022: Zina, als Arend Jan
- 2022: Der Amsterdam Krimi, als Mehmet